# 궤도 (과학자)
궤도(1983년 8월 11일 ~)는 대한민국의 과학 커뮤니케이터이다.

## 학력
- 연세대학교 천문우주학과 학사
- 연세대학교 대학원 천문우주학과 박사

## 경력
- 한국천문연구원
- 국가과학기술자문회의 정책자문위원
- 서울예술대학교 겸임교수

### 인터넷 방송 활동
- 2015.03~2020.03: 아프리카TV '곽방TV'
- 2017.10~2020.06: 팟빵 '과학으로 장난치는 게 창피해? 과장창!'
- 2018.11~2020.01: 유튜브 '과학기술정보통신부'의 《투머치사이언스》
- 2018.05~현재: 유튜브 '안될과학'
- 2021.07~현재: 유튜브 '침착맨'의 《안될과학 궤도 X 침착맨 과학특강》
- 2021.09~현재: 유튜브 '김성회의 G식백과'의 《G식의밤》

## 저서
- 《궤도의 과학 허세》, 동아시아 (2018) ISBN 9788962622584

- 《과학이 필요한 시간》

## 수상 목록
- 2021년 침투부 어워즈 - 올해의 인물, 올해의 콘텐츠, 올해의 침투부상 (2021.12.28.)

## 방송
- 《KBS 뉴스특보》, KBS1 (2021.10.21.)[1]
- 《라면꼰대3》유튜브 (2022.11.22.)
- 《라면꼰대5》유튜브 (2023.12.26.)
- 《강심장VS》, SBS (2024.01.23.)